# اوکتن (ویرجینیا)
اوکتن، ویرجینیا (به انگلیسی: Oakton, Virginia) منطقه‌ای مسکونی واقع در فرفکس کانتی، ایالت ویرجینیا می‌باشد، که از مناطق حومه واشینگتن دی. سی. به‌شمار می‌آید و در سرشماری سال ۲۰۱۰ جمعیت آن ۳۴٫۱۶۶ نفر اعلام گردید.
بر پایه اطلاعات اداره آمار آمریکا، مساحت اوکتن معادل ۲۵٫۱ کیلومترمربع برآورد می‌شود.